# 克鲁科 (石勒苏益格-荷尔斯泰因州)
克鲁科（德語：Krukow，發音：[ˈkʁuːkoː]）是德国石勒苏益格-荷尔斯泰因州劳恩堡公国县的市镇，面积7.94平方千米，2023年12月31日人口为155人。